# John Douglas Cockcroft
Sir John Douglas Cockcroft (n. 27 mai 1897, Todmorden, Anglia, Regatul Unit al Marii Britanii și Irlandei – d. 18 septembrie 1967, Churchill College⁠(d), Anglia, Regatul Unit) a fost un fizician britanic, laureat al Premiului Nobel pentru Fizică în 1951, împreună cu colaboratorul său, Ernest Walton, pentru experimentele de fisionare ale nucleului atomic, efectuate la Universitatea Cambridge la începutul anilor 1930.
A fost unul din oamenii semnificativi ai Proiectului Manhattan, prin natura domeniilor în care era expert.

## Biografie
A construit un accelerator de particule, în care, în 1932, a produs prima reacție nucleară cu particule accelerate în laborator. Cercetările sale au influențat dezvoltarea energeticii nucleare.